# Forest Lawn Memorial-Parks & Mortuaries
Forest Lawn Memorial-Parks & Mortuaries è una società statunitense, fondata senza scopi commerciali, che gestisce i cimiteri e gli obitori nelle contee di Los Angeles, Orange e Riverside.

## Storia
Fondata a San Francisco nel 1906, si afferma che il dottor Hubert Eaton sia il vero "fondatore" di Forest Lawn, anche se per via dei contributi forniti.

## Parchi monumentali
- Forest Lawn - Cathedral City, a Cathedral City, in California
- Forest Lawn - Covina Hills, a Covina, California
- Forest Lawn - Cypress, a Cypress, California
- Forest Lawn - Glendale, a Glendale, California
- Forest Lawn - Hollywood Hills, a Los Angeles, California
- Forest Lawn - Long Beach, a Long Beach, California